# Секлі
Секлі (італ. Seclì, сиц. Sichilì) — муніципалітет в Італії, у регіоні Апулія, провінція Лечче.
Секлі розташоване на відстані близько 510 км на південний схід від Рима, 155 км на південний схід від Барі, 25 км на південь від Лечче.
Населення — 1900 осіб (2014).
Покровитель — святий Павло Apostolo.

## Демографія
Населення за роками:

Станом на 1 січня 2023 року в муніципалітеті офіційно проживало 11 іноземців з 9 країн, серед них 2 громадяни країн Євросоюзу.

## Сусідні муніципалітети
- Арадео
- Галатіна
- Галатоне
- Нев'яно